# خاروانا
خاروانا (بالفارسية: خاروانا) هي منطقة سكنية تقع في إيران في Kharvana District. يقدر عدد سكانها بـ 1,642 نسمة .